# Врапце
Врапце је насеље у Србији у општини Медвеђа у Јабланичком округу. Према попису из 2022. било је 17 становника.

## Демографија
У насељу Врапце живи 41 пунолетни становник, а просечна старост становништва износи 50,4 година (47,3 код мушкараца и 53,0 код жена). У насељу има 17 домаћинстава, а просечан број чланова по домаћинству је 2,65.
Становништво у овом насељу веома је нехомогено (према попису из 2002. године).
|  |

| Демографија | Демографија | Демографија |
| Година      | Становника  | Становника  |
| ----------- | ----------- | ----------- |
| 1948.       | 354         |             |
| 1953.       | 385         |             |
| 1961.       | 328         |             |
| 1971.       | 225         |             |
| 1981.       | 133         |             |
| 1991.       | 69          | 69          |
| 2002.       | 45          | 46          |
| 2011.       | 45          |             |
| 2022.       | 17          |             |

| Година пописа     | 1948. | 1953. | 1961. | 1971. | 1981. | 1991. | 2002. |
| ----------------- | ----- | ----- | ----- | ----- | ----- | ----- | ----- |
| Број домаћинстава | 56    | 66    | 58    | 44    | 38    | 24    | 17    |

| Број чланова      | 1 | 2 | 3 | 4 | 5 | 6 | 7 | 8 | 9 | 10 и више | Просек |
| ----------------- | - | - | - | - | - | - | - | - | - | --------- | ------ |
| Број домаћинстава | 7 | 3 | 2 | 2 | 1 | 1 | 1 | 0 | 0 | 0         | 2,65   |

| Пол    | Укупно | Неожењен/Неудата | Ожењен/Удата | Удовац/Удовица | Разведен/Разведена | Непознато |
| ------ | ------ | ---------------- | ------------ | -------------- | ------------------ | --------- |
| Мушки  | 19     | 6                | 12           | 0              | 1                  | 0         |
| Женски | 22     | 5                | 11           | 6              | 0                  | 0         |
| УКУПНО | 41     | 11               | 23           | 6              | 1                  | 0         |

| Пол    | Укупно                    | Пољопривреда, лов и шумарство | Рибарство                            | Вађење руде и камена | Прерађивачка индустрија       |
| ------ | ------------------------- | ----------------------------- | ------------------------------------ | -------------------- | ----------------------------- |
| Мушки  | 6                         | 3                             | 0                                    | 0                    | 0                             |
| Женски | 4                         | 2                             | 0                                    | 0                    | 1                             |
| УКУПНО | 10                        | 5                             | 0                                    | 0                    | 1                             |
| Пол    | Производња и снабдевање   | Грађевинарство                | Трговина                             | Хотели и ресторани   | Саобраћај, складиштење и везе |
| Мушки  | 0                         | 0                             | 0                                    | 0                    | 0                             |
| Женски | 0                         | 0                             | 0                                    | 0                    | 0                             |
| УКУПНО | 0                         | 0                             | 0                                    | 0                    | 0                             |
| Пол    | Финансијско посредовање   | Некретнине                    | Државна управа и одбрана             | Образовање           | Здравствени и социјални рад   |
| Мушки  | 0                         | 0                             | 0                                    | 1                    | 0                             |
| Женски | 0                         | 0                             | 1                                    | 0                    | 0                             |
| УКУПНО | 0                         | 0                             | 1                                    | 1                    | 0                             |
| Пол    | Остале услужне активности | Приватна домаћинства          | Екстериторијалне организације и тела | Непознато            | Непознато                     |
| Мушки  | 0                         | 0                             | 0                                    | 2                    | 2                             |
| Женски | 0                         | 0                             | 0                                    | 0                    | 0                             |
| УКУПНО | 0                         | 0                             | 0                                    | 2                    | 2                             |

| Национални састав према попису из 2002.‍ | Национални састав према попису из 2002.‍ | Национални састав према попису из 2002.‍ | Национални састав према попису из 2002.‍ | Национални састав према попису из 2002.‍ |
| --------------------------------------- | --------------------------------------- | --------------------------------------- | --------------------------------------- | --------------------------------------- |
|                                         |                                         |                                         |                                         |                                         |
| Срби                                    | Срби                                    |                                         | 20                                      | 44,44%                                  |
| Албанци                                 | Албанци                                 |                                         | 1                                       | 2,22%                                   |
| Југословени                             | Југословени                             |                                         | 1                                       | 2,22%                                   |
| неизјашњени                             | неизјашњени                             |                                         | 22                                      | 48,89%                                  |

| Национални састав према попису из 2022.‍ | Национални састав према попису из 2022.‍ | Национални састав према попису из 2022.‍ | Национални састав према попису из 2022.‍ | Национални састав према попису из 2022.‍ |
| --------------------------------------- | --------------------------------------- | --------------------------------------- | --------------------------------------- | --------------------------------------- |
|                                         |                                         |                                         |                                         |                                         |
| Срби                                    | Срби                                    |                                         | 17                                      | 100%                                    |

## Познате личности
- Мирко Кулић, српски правник и професор
- Живко Кулић, правник, некадашњи професор и декан Правног факултета Универзитета Мегатренд и афористичар